# Anastasija Iwanowna Zwetajewa
Anastasija Iwanowna Zwetajewa (russisch Анастаси́я Ива́новна Цвета́ева; * 15. Septemberjul. / 27. September 1894greg. in Moskau; † 5. September 1993 ebenda) war eine russische Schriftstellerin.

## Leben
Anastasija Zwetajewa war die Tochter des Altphilologen und Gründers des Puschkin-Museums Iwan Wladimirowitsch Zwetajew und seiner zweiten Frau, der Pianistin Marija Aleksandrowna geb. Meyn. Ihre ältere Schwester war die Dichterin Marina Iwanowna Zwetajewa.
Einen großen Teil ihrer Kindheit und Jugend verbrachten die Schwestern Marina und Anastasija in Tarussa bei Kaluga. Nach dem Besuch eines Moskauer privaten Mädchengymnasiums bildeten sie sich von 1902 bis 1905 in privaten Mädchenpensionaten in der Schweiz und Deutschland weiter aus, um dann in Jalta auf der Krim zu leben. Nach dem Tode der Mutter 1906 kehrten sie nach Moskau zurück.
1912 heiratete Anastasija Zwetajewa den neunzehnjährigen Boris Truchatschow kurz nach Ostern in der Alexander-Newski-Kirche an der Heimstätte der Kriegsversehrten des Russisch-Türkischen Krieges 1877–1878 am Rande Moskaus. Kurz darauf gebar sie ihren Sohn Andrej (1912–1993). 1914 wurde die Ehe geschieden, und Zwetajewa heiratete zivil im Herbst 1915 den Chemie-Ingenieur Mawrikij Alexandrowitsch Minz (1886–1917), zu dem sie nach Alexandrow zog. Das Familienleben hinderte sie nicht, sich mit Literatur zu beschäftigen. 1915 erschien ihr erstes Buch, der sich auf Friedrich Nietzsche stützende philosophische Text Königliches Nachdenken.
Nach der Oktoberrevolution fuhren die Schwestern Zwetajewa auf Einladung Maximilian Alexandrowitsch Woloschins nach Koktebel auf der Krim, wo sie als seine Gäste lebten. Im Juli 1917 starb Anastasijas einjähriger Sohn Aljoscha an Ruhr, nachdem ihr Mann bereits im Mai an Bauchfellentzündung gestorben war.
Nach der Rückkehr nach Moskau Anfang der 1920er Jahre fuhr Anastasija Zwetajewa fort zu schreiben und lebte von Gelegenheitsarbeiten. 1921 wurde sie auf Empfehlung Michail Ossipowitsch Gerschensons und Nikolai Alexandrowitsch Berdjajews in den Schriftstellerverband der UdSSR aufgenommen. Boris Leonidowitsch Pasternak achtete sie sehr. 1927 beendete sie das Buch Das hungrige Epos, konnte es aber genauso wenig veröffentlichen wie auch ihren Roman SOS oder das Sternzeichen Skorpion. In diesem Jahr gelang es ihr nach Europa zu fahren. In Sorrent besuchte sie Maxim Gorki, und in Frankreich traf sie (zum letzten Mal in ihrem Leben) ihre Schwester Marina.
Aufgrund ihrer Bekanntschaft mit dem früher verhafteten Freimaurer und Rosenkreuzer B. Subakin, wurde Anastasija Zwetajewa im April 1933 ebenfalls verhaftet. Nach Bemühungen Pasternaks, Jekaterina Pawlowna Peschkowas und Gorkis wurde sie nach 64 Tagen wieder freigelassen. Am 2. September 1937 wurde sie in Tarussa erneut verhaftet und beschuldigt, an dem angeblich existierenden Rosenkreuzer-Orden des B. Subakin beteiligt zu sein. Gleichzeitig wurde ihr Sohn Andrej Truchatschow abgeholt, der mit seiner Braut zu Besuch war, und alle ihre Werke wurden beschlagnahmt. NKWD-Mitarbeiter vernichteten ihre Märchen- und Novellen-Manuskripte. Am 10. Januar 1939 wurde sie von einer NKWD-Troika zu 10 Jahren Lagerhaft verurteilt wegen konterrevolutionärer Propaganda und Agitation und Beteiligung an einer konterrevolutionären Organisation und in das Baikal-Amur-Arbeitslager an der Baikal-Amur-Magistrale eingewiesen. Im Lager war sie Putzfrau, Destillationskesselarbeiterin, Arbeiterin in der Maurerei, Verwaltungskraft im Baubüro und Grafikerin. Sie zeichnete auf Bestellung etwa 900 Porträts von mitgefangenen Frauen und schrieb Gedichte. Ihr Sohn Andrej Truchatschow war zu 10 Jahren verurteilt worden wegen konterrevolutionärer Agitation, die er zuerst in Karelien und dann im Lager bei Kargopol als effizienter Architekt ableistete, so dass seine Haftzeit zweimal verkürzt wurde.
Nach der Freilassung 1947 ließ Anastasija Zwetajewa sich in einer Ortschaft in der Oblast Wologda nieder, wo ihr Sohn Andrej Truchatschow mit seiner Familie lebte und arbeitete. 1949 wurde sie erneut verhaftet und in die Oblast Nowosibirsk verbannt. 1954 wurde die Verbannung aufgehoben, jedoch kehrte sie erst 1956 nun nach Salawat in Baschkirien zu ihrem Sohn zurück, der 1951 verhaftet und zu 30 Monaten Lagerhaft verurteilt worden war wegen Machtmissbrauchs bei der Planerfüllung einer Möbelfabrik im Ural. 1957 fuhr sie nach Pawlodar in Kasachstan, wo ihr Sohn Arbeit suchte an den Orten, für die seine Mutter Meldebescheinigungen hatte.
1959 wurde Anastasija Zwetajewa rehabilitiert. 1960 fuhr sie nach Jelabuga in Tatarstan, um das Grab ihrer Schwester Marina aufzusuchen. Nach langwieriger und schwieriger Suche fand sie ein Gedenkkreuz der Tatarischen Schriftstellerunion auf Marinas angeblicher Grabstätte. 1961 fuhr sie nach Moskau, um zu versuchen, nach der Erinnerung ihre damals beschlagnahmten Werke wiederherzustellen. Bis 1972 fuhr sie regelmäßig zum Besuch ihres Sohnes Andrej Truchatschow nach Pawlodar. Dort hatte sie ihre Erinnerungen zu schreiben begonnen, die ein breites Interesse gefunden hatten. In Pawlodar lebt ihr Enkel Gennadij Selenin.
Seit 1979 lebte sie in Moskau in einer Einzimmerwohnung mit einer Gedenktafel am Hause. Dort schrieb sie die Erinnerungsbücher Alter und Jugend (erschienen 1988), Unerschöpfliches und die letzten Ausgaben der Erinnerungen. Ein Teil ihrer persönlichen Dinge und Fotografien befindet sich im Familie-Zwetajew-Museum in Tarussa. In den Jahren der Perestroika kämpfte sie für die Restaurierung des Hauses ihrer Schwester Marina und die Einrichtung eines Museums, das 1992 eröffnet wurde.
Anastasija Zwetajewa wurde auf dem Moskauer Wagankowoer Friedhof neben ihrem Vater und ihrem Sohn begraben. 2013 wurde in Pawlodar das weltweit erste Anastasija-Zwetajewa-Museum eröffnet.